# Parahaustorius holmesi
Parahaustorius holmesi är en kräftdjursart som beskrevs av Edward Lloyd Bousfield 1965. Parahaustorius holmesi ingår i släktet Parahaustorius och familjen Haustoriidae. Inga underarter finns listade i Catalogue of Life.